# Kuke (Lääne-Saare)
Kuke – wieś w Estonii, w prowincji Saare, w gminie Kaarma. Pod koniec 2004 roku wieś zamieszkiwało 18 osób.